# Вентура, Фабрицио
Фабрицио Вентура (итал. Fabrizio Ventura; род. 1958, Рим) — итальянский дирижёр.
Изучал фортепиано и композицию в Риме, затем окончил Венскую академию музыки (1985) по классу дирижирования Карла Эстеррайхера.
В 1989—1994 гг. музыкальный руководитель музыкального театра в Биле. В 1994—1998 гг. первый капельмейстер Брауншвейгской оперы, в 1998—2002 гг. — Нюрнбергской оперы. В 2002—2004 гг. возглавлял Южнотюрингский государственный театр в Майнингене. В 2005—2007 гг. главный дирижёр Стамбульской оперы. С 2007 г. генеральмузикдиректор Мюнстера; на этом посту инициировал появление в городе фестиваля духовной музыки «Musica Sacra» (2012), с успехом провёл фестиваль в честь 85-летия Ханса Вернера Хенце, во главе Мюнстерского симфонического оркестра предпринял ряд заметных гастролей.
Выступал как приглашённый дирижёр со многими оркестрами Германии, Италии, Швейцарии, в 2002 году с успехом дирижировал «Богемой» Джакомо Пуччини в Сиднейской опере. С пианистом Франческо Карамьелло и Нюрнбергским филармоническим оркестром записал фортепианный концерт Джованни Сгамбати.